# A Maddzshima-nikája szuttáinak listája
Ez a szócikk a Tipitaka Maddzshima-nikája ("közép-hosszú beszédek gyűjteménye") szuttáit sorolja fel.

## Általános lista
| Szutta száma | páli cím                          | magyar cím                                      | Magyarra fordította                     |
| ------------ | --------------------------------- | ----------------------------------------------- | --------------------------------------- |
| MN 1         | Múlaparijája-szutta               | A tudatállapotok eredete.                       | Pressing Lajos                          |
| MN 2         | Szabbászava-szutta                | A fekélyek eltávolítása.                        | Vekerdi József                          |
| MN 3         | Dhammadájáda-szutta               | Az Igazság örökösei                             | Anatta                                  |
| MN 4         | Bhajabhévara-szutta               | Félelem és rettegés                             | Vekerdi József                          |
| MN 5         | Anangana-szutta                   | Romlottságtól mentesen                          | Anatta                                  |
| MN 6         | Ákankhejja-szutta                 | Amit a szerzetes kívánhat                       | Anatta                                  |
| MN 7         | Vatthúpama-szutta                 | A szövethasonlat                                | Fenyvesi Róbert / Köteles Géza          |
| MN 8         | Szallékha-szutta                  | Megtisztulás                                    | Vekerdi József / Máthé Veronika         |
| MN 9         | Szamméditthi-szutta               | A helyes szemlélet                              | Anatta                                  |
| MN 10        | Szatipatthána-szutta              | Az éberség alapzatairól                         | Pressing Lajos                          |
| MN 11        | Csula-szihanada-szutta            | Rövidebb beszéd az oroszlánkiáltásról           | Hadházi Zsolt                           |
| MN 12        | Mahá-szihanada-szutta             | Rövidebb beszéd az oroszlánkiáltásról           |                                         |
| MN 13        | Mahá-dukkhakkhandha-szutta        | A szenvedések láncolata (hosszabb beszéd)       | Vekerdi József / A páli fordítócsoport  |
| MN 14        | Csula-dukkhakkhandha-szutta       | A tengernyi szenvedés – beszélgetés Mahánámával | Vekerdi József / A páli fordítócsoport  |
| MN 15        | Anumana-szutta                    | Mógallána beszéde az önelemzés értékéről.       |                                         |
| MN 16        | Csétókhila-szutta                 | Az öt mentális kötelék                          |                                         |
| MN 17        | Vanapattha-szutta                 | Erdei remeteség                                 | Vekerdi József                          |
| MN 18        | Madhupindika-szutta               | Buddha röviden kifejti tanításait Kacsánának    |                                         |
| MN 19        | Dvédhavitakka-szutta              | Kétféle gondolat                                | Sándor Ildikó                           |
| MN 20        | Vitakkaszanthana-szutta           | A gondolatok kordában tartása                   | Vekerdi József                          |
| MN 21        | Kakacsupama-szutta                | Példázat a fűrészről                            | Vekerdi József / A páli fordító csoport |
| MN 22        | Alagaddúpama-szutta               | Példázat a kígyóról                             | Vekerdi József / A páli fordító csoport |
| MN 23        | Vammika-szutta                    | A hangya                                        |                                         |
| MN 24        | Rathaviníta-szutta                | Relay Chariots                                  |                                         |
| MN 25        | Nivápa-szutta                     | Csalétek                                        | Vekerdi József                          |
| MN 26        | Arijaparijészana-szutta           | A nemes keresés                                 |                                         |
| MN 27        | Csullahatthipadópama-szutta       | A rövidebb elefántlábnyom-hasonlat              |                                         |
| MN 28        | Maháhatthipadópama-szutta         | A nagy elefántlábnyom-hasonlat                  | Fenyvesi Róbert                         |
| MN 29        | Mahászárópama-szutta              | Példázat a keményfáról                          | Vekerdi József                          |
| MN 30        | Csullaszárópama-szutta            | A kis példázat a keményfáról                    |                                         |
| MN 31        | Csúllagószinga-szutta             | Rövidebb beszéd Goszingában                     |                                         |
| MN 32        | Mahágószinga-szutta               | Hosszabb beszéd Goszingában                     |                                         |
| MN 33        | Mahágópálaka-szutta               | A csordapásztor (hosszabb beszéd)               | Vekerdi József                          |
| MN 34        | Csullagópálaka-szutta             | A csordapásztor (rövidebb beszéd)               | Vekerdi József                          |
| MN 35        | Csullaszaccsaka-szutta            | Szaccsaka (rövidebb beszéd)                     | Vekerdi József / A páli fordító csoport |
| MN 36        | Mahászaccsaka-szutta              | Szaccsaka - A felébredés története              | Vekerdi József / A páli fordító csoport |
| MN 37        | Csullatanhászankhja-szutta        | A szomjúhozás kioltása (rövidebb beszéd)        |                                         |
| MN 38        | Mahátanászankhja-szutta           | A szomjúhozás kioltása (hosszabb beszéd)        | Vekerdi József / A páli fordító csoport |
| MN 39        | Mahá-asszapura-szutta             | Az asszapurai beszéd (hosszabb beszéd)          |                                         |
| MN 40        | Csulla-asszapura-szutta           | Az asszapurai beszéd (rövidebb beszéd)          | Vekerdi József                          |
| MN 41        | Szállejjaka-szutta                | Szala papjaihoz                                 |                                         |
| MN 42        | Vérandzsaka-szutta                | Verandzsaka csodálatos embereihez               |                                         |
| MN 43        | Mahávédalla-szutta                | A kérdések és feleletek hosszabb sorozata       |                                         |
| MN 44        | Csullavédalla-szutta              | A kérdések és feleletek rövidebb sorozata       | Máthé Veronika                          |
| MN 45        | Csulladhammaszamádána-szutta      | Életelvek (rövidebb beszéd)                     | Vekerdi József                          |
| MN 46        | Mahádhammaszamádána-szutta        | Életelvek (hosszabb beszéd)                     |                                         |
| MN 47        | Vimanszaka-szutta                 | A vizsgálódó                                    |                                         |
| MN 48        | Kószambija-szutta                 | Beszéd a kószambibéli szerzetesekhez            |                                         |
| MN 49        | Brahmanimantanika-szutta          | Egy pap megtérítése                             |                                         |
| MN 50        | Márataddzsanija-szutta            | Móggallána intelme Márához.                     |                                         |
| MN 51        | Kandaraka-szutta                  | Kandakához                                      |                                         |
| MN 52        | Atthakanágara-szutta              | Az atthakanágarai férfi                         | Fenyvesi Róbert                         |
| MN 53        | Székha-szutta                     | The Practice for One in Training                |                                         |
| MN 54        | Pótalija-szutta                   | Pótalija                                        | Vekerdi József                          |
| MN 55        | Dzsívaka-szutta                   | Dzsívaka                                        | Vekerdi József                          |
| MN 56        | Upáli-szutta                      | A dzsaina Upáli megtérése.                      |                                         |
| MN 57        | Kukkuravatika-szutta              | Kutyautánzó                                     | Vekerdi József / Ivánovics Beatrix      |
| MN 58        | Abhajarádzsakumára-szutta         | Abhaja herceg                                   | Vekerdi József / A páli fordító csoport |
| MN 59        | Bahuvédaníja-szutta               | Az érzetek tapasztalásáról                      | Kiss Csilla                             |
| MN 60        | Apannaka-szutta                   | Egy biztos megoldás                             | Kolozsvári Ágnes                        |
| MN 61        | Ambalatthiká-szutta               | Tanítások Ráhulának a Mangó-sziklánál           | Fenyvesi Róbert                         |
| MN 62        | Maháráhulóváda-szutta             | A Ráhulának szóló nagyobbik tanítóbeszéd        | Fenyvesi Róbert                         |
| MN 63        | Csullamálunkja-szutta             | Málunkjáputta                                   | Vekerdi József / A páli fordító csoport |
| MN 64        | Mahámálunkja-szutta               | Málunkjáputta (hosszabb beszéd)                 |                                         |
| MN 65        | Bhaddáli-szutta                   | Bhaddálihoz                                     |                                         |
| MN 66        | Latukikópama-szutta               | A fürj hasonlat                                 |                                         |
| MN 67        | Csátumá-szutta                    | Csátumában                                      |                                         |
| MN 68        | Nalakapána-szutta                 | Nalakapánában                                   |                                         |
| MN 69        | Gulisszani-szutta                 | Gulisszáni                                      |                                         |
| MN 70        | Kítágiri-szutta                   | Kítágiriben                                     | Kolozsvári Ágnes                        |
| MN 71        | Téviddzsavaccshagotta-szutta      | Vaccsha és a háromrétű igaz tudás               |                                         |
| MN 72        | Aggivaccshagóta-szutta            | Vaccsha és a tűz                                | Vekerdi József / A páli fordító csoport |
| MN 73        | Mahávaccshagóta-szutta            | Hosszabb beszéd Vaccshának                      |                                         |
| MN 74        | Díghanakha-szutta                 | Díghanakhának                                   | Csimma Vilmos / Tóbel Ibolya            |
| MN 75        | Mágandija-szutta                  | Mágandija                                       | Vekerdi József                          |
| MN 76        | Szandaka-szutta                   | Szandakának                                     |                                         |
| MN 77        | Mahászakuludáji-szutta            | Szakuludáji                                     | Vekerdi József                          |
| MN 78        | Szamanamundiká-szutta             | A tökéletes erény jellemzői                     |                                         |
| MN 79        | Csúllaszakuludáji-szutta          | Nátaputáról, a dzsainák vezetőjéről.            |                                         |
| MN 80        | Vékhanassza-szutta                | Vékhanasszához                                  |                                         |
| MN 81        | Ghatíkára-szutta                  | Ghatíkára a fazekas                             |                                         |
| MN 82        | Ratthapála-szutta                 | Ratthapáláról                                   |                                         |
| MN 83        | Makhádéva-szutta                  | Makhádéva királyról                             |                                         |
| MN 84        | Madhura-szutta                    | Madhurában                                      |                                         |
| MN 85        | Bódhirádzsakumára-szutta          | Bódhi herceghez                                 |                                         |
| MN 86        | Angulimála-szutta                 | Angulimála                                      | Obsitos Ildikó                          |
| MN 87        | Pijadzsátika-szutta               | Ha valaki kedves nekünk                         | Vekerdi József / a páli fordító csoport |
| MN 88        | Báhitika-szutta                   | A köpeny                                        |                                         |
| MN 89        | Dhammacsétija-szutta              | A szent életvitel magasztalása                  |                                         |
| MN 90        | Kannakatthala-szutta              | Kannakatthalában                                | Ripcse Judit / Saskői Anikó             |
| MN 91        | Brahmáju-szutta                   | Brahmáju                                        |                                         |
| MN 92        | Széla-szutta                      | Szélának                                        |                                         |
| MN 93        | Asszalájana-szutta                | Asszalájana                                     | Vekerdi József / a páli fordító csoport |
| MN 94        | Ghótamukha-szutta                 | Ghótamukha                                      |                                         |
| MN 95        | Csanki-szutta                     | Beszélgetés Csankínál (részlet)                 | Kolozsvári Ágnes                        |
| MN 96        | Észukári-szutta                   | Észukárí                                        | Vekerdi József                          |
| MN 97        | Dhánandzsáni-szutta               | Dhánandzsáni                                    | Fenyvesi Róbert                         |
| MN 98        | Dhánandzsáni-szutta               | Dhánandzsáni                                    |                                         |
| MN 99        | Szubha-szutta                     | Szubha                                          |                                         |
| MN 100       | Szangárava-szutta                 | Szangárava                                      |                                         |
| MN 101       | Dévadaha-szutta                   | Dévadaha                                        |                                         |
| MN 102       | Pancsattaja-szutta                | Az öt és három                                  |                                         |
| MN 103       | Kinti-szutta                      | Mit gondoltok rólam?                            |                                         |
| MN 104       | Számagáma-szutta                  | Számagáma                                       |                                         |
| MN 105       | Szunakkhatta-szutta               | Beszéd Szunakkhattának                          | Fenyvesi Róbert                         |
| MN 106       | Ánanydzsaszappája-szutta          | A rendíthetetlenséghez elvezető útról szóló     | Hadházi Zsolt                           |
| MN 107       | Ganakamóggallána-szutta           | Beszéd Ganaka-Moggalánához                      | Sándor Ildikó                           |
| MN 108       | Gópakamoggallána-szutta           | Moggallána, a felügyelő tiszt                   | Ripcse Judit                            |
| MN 109       | Mahápunnama-szutta                | Hosszabb tanítóbeszéd a Telihold Estjén         | Ripcse Judit                            |
| MN 110       | Csullapunnama-szutta              | Rövidebb tanítóbeszéd a Telihold Estjén         | Ripcse Judit                            |
| MN 111       | Anupada-szutta                    | Egymás után, ahogy történt                      | HoD                                     |
| MN 112       | Cshabbiszódhana-szutta            | A hatrétű tisztaság                             |                                         |
| MN 113       | Szappurisza-szutta                | Az igaz emberről szóló tanítóbeszéd             | Pressing Lajos                          |
| MN 114       | Szévitabbászévitabba-szutta       | A szent életvitel helyes módja.                 |                                         |
| MN 115       | Bahudhátuka-szutta                | A sokféle elem                                  |                                         |
| MN 116       | Iszigili-szutta                   | Beszéd Iszigiliben                              |                                         |
| MN 117       | Mahácsattáríszaka-szutta          | A Nagy Negyvenes                                | Kolozsvári Ágnes                        |
| MN 118       | Ánápánaszati-szutta               | Beszéd a légzés tudatosságáról                  | Pressing Lajos / Farkas Pál             |
| MN 119       | Kájagatászati-szutta              | Beszéd a test tudatosításáról                   | Pressing Lajos / Fenyvesi Róbert        |
| MN 120       | Szankháruppatti-szutta            | Következő testetöltés                           |                                         |
| MN 121       | Csullaszunnyata-szutta            | Az ürességről szóló rövidebb tanítóbeszéd       | Fenyvesi Róbert                         |
| MN 122       | Mahászunnyata-szutta              | Az ürességről szóló hosszabb tanítóbeszéd       |                                         |
| MN 123       | Accsharijabbutadhamma-szutta      | Egy bódhiszattva csodálatos élete.              |                                         |
| MN 124       | Bakkula-szutta                    | Bakkula                                         |                                         |
| MN 125       | Dantabhúmi-szutta                 | Dantabhúmi                                      |                                         |
| MN 126       | Bhúmidzsa-szutta                  | Bhúmidzsa                                       |                                         |
| MN 127       | Anuruddha-szutta                  | Anuruddha                                       |                                         |
| MN 128       | Upakkilésza-szutta                | A helyes meditációról                           |                                         |
| MN 129       | Bálapandita-szutta                | Ostoba és bölcs emberek                         |                                         |
| MN 130       | Dévadúta-szutta                   | A halál hírnökei                                |                                         |
| MN 131       | Bhanddékaratta-szutta             | Egy kedvező nap                                 | Fenyvesi Róbert / Nyitrai Gábor         |
| MN 132       | Ánandabhadékaratta-szutta         | Ánanda és egy tökéletes éjszaka                 |                                         |
| MN 133       | Mahákaccsánabhaddekratta-szutta   | Mahákaccsána és egy tökéletes éjszaka           |                                         |
| MN 134       | Lómaszakangíjabhaddékratta-szutta | Lómaszakangíja és egy tökéletes éjszaka         |                                         |
| MN 135       | Csullakammavibhanga-szutta        | A tettek elemzésének rövidebb                   | Fenyvesi Róbert                         |
| MN 136       | Mahákammavibhanga-szutta          | A cselekvésről szóló hosszabb tanítóbeszéd      | Darvas Gabriella                        |
| MN 137       | Szalájatanavibhanga-szutta        | A hat érzék-tartomány vizsgálata                | Fenyvesi Róbert                         |
| MN 138       | Uddészavibhanga-szutta            | Mahákaccsana fejtegetése                        |                                         |
| MN 139       | Aranavibhanga-szutta              | A konfliktusmentesség kifejtése                 | Pressing Lajos                          |
| MN 140       | Dhátuvibhanga-szutta              | Az elemek bemutatása                            | Csíky Ferenc / A páli fordító csoport   |
| MN 141       | Szaccsavibhanga-szutta            | Az igazságok vizsgálata                         | Fenyvesi Róbert                         |
| MN 142       | Dakkhinavibhanga-szutta           | Ajándékok és ajándékozók.                       |                                         |
| MN 143       | Aháthapindikóváda-szutta          | Tanácsok Anāthapiṇḍikának                       | Kolozsvári Ágnes                        |
| MN 144       | Cshannóváda-szutta                | Tanács a tiszteletreméltó Cshannának            | Fenyvesi Róbert                         |
| MN 145       | Punnváda-szutta                   | Oktatás Punnának                                |                                         |
| MN 146       | Nandakóváda-szutta                | Nandaka az állandóságról                        |                                         |
| MN 147       | Csullaráhulóváda-szutta           | A Ráhulának szóló rövidebb tanítóbeszéd         | Fenyvesi Róbert                         |
| MN 148       | Cshacshakka-szutta                | A hatok hat csoportja                           | HoD                                     |
| MN 149       | Mahászalájatanika-szutta          | Az érzékek helyes ismerete.                     |                                         |
| MN 150       | Nagaravindejja-szutta             | Nagaravindéjja                                  |                                         |
| MN 151       | Pindapátapáriszuddhi-szutta       | Az alamizsna megtisztítása                      | Fenyvesi Róbert / Orsovszky Gyöngyvér   |
| MN 152       | Indrijabhávana-szutta             | A képességek fejlesztése                        | Mihalik Dezső / Fenyvesi Róbert         |